# Joseph Coffey (Bischof)

Wappen von Joseph Lawrence Coffey

Joseph Lawrence Coffey (* 31. Mai 1960 in Rochester, Minnesota, USA) ist ein US-amerikanischer Geistlicher und römisch-katholischer Weihbischof im US-amerikanischen Militärordinariat.

## Leben
Joseph Coffey empfing am 18. Mai 1996 durch den Erzbischof von Philadelphia, Anthony Joseph Kardinal Bevilacqua, das Sakrament der Priesterweihe.
Am 22. Januar 2019 ernannte ihn Papst Franziskus zum Titularbischof von Arsacal und zum Weihbischof im US-amerikanischen Militärordinariat. Die Bischofsweihe spendete ihm Militärerzbischof Timothy Broglio am 25. März desselben Jahres in der Basilica of the National Shrine of the Immaculate Conception. Mitkonsekratoren waren der Erzbischof von New York, Timothy Kardinal Dolan, und der Erzbischof von Philadelphia, Charles Joseph Chaput.